# 39. Golden Globe-gála
Az 39. Golden Globe-gálára 1982. január 30-án, vasárnap került sor, az 1981-ben mozikba, vagy képernyőkre került amerikai filmeket, illetve televíziós sorozatokat díjazó rendezvényt a kaliforniai Beverly Hillsben, a Beverly Hilton Hotelben tartották meg.
A 39. Golden Globe-gálán Sidney Poitier vehette át a Cecil B. DeMille-életműdíjat.

## Filmes díjak
A nyertesek félkövérrel jelölve.
| Legjobb filmes díjak | Legjobb filmes díjak |
| Legjobb filmdráma | Legjobb vígjáték vagy zenés film |
| --- | --- |
| - Az aranytó - A francia hadnagy szeretője - Ragtime - A város hercege - Vörösök | - Arthur - A négy évszak - Filléreső - S.O.B. - Zoot Suit |
| Legjobb filmes alakítások (filmdráma) | |
| Színész | Színésznő |
| - Henry Fonda – Az aranytó - Warren Beatty – Vörösök - Timothy Hutton – Takarodó - Burt Lancaster – Atlantic City - Treat Williams – A város hercege                                                          | - Meryl Streep – A francia hadnagy szeretője - Sally Field – A szenzáció áldozata - Katharine Hepburn – Az aranytó - Diane Keaton – Vörösök - Sissy Spacek – Az utolsó telefonhívás        |
| Legjobb filmes alakítások (vígjáték vagy zenés film) | |
| Színész | Színésznő |
| - Dudley Moore – Arthur - Alan Alda – A négy évszak - George Hamilton – Zorro, a penge - Steve Martin – Filléreső - Walter Matthau – ...Kinek a bírónő                                                        | - Bernadette Peters – Filléreső - Blair Brown – Amerikai románc - Carol Burnett – A négy évszak - Jill Clayburgh – Kinek a bírónő - Liza Minnelli – Arthur                                 |
| Legjobb mellékszereplők (filmdráma, vígjáték vagy zenés film) | |
| Színész | Színésznő |
| - John Gielgud – Arthur - James Coco – Csak ha nevetek - Jack Nicholson – Vörösök - Howard E. Rollins, Jr. – Ragtime - Orson Welles – Butterfly                                                               | - Joan Hackett – Csak ha nevetek - Jane Fonda – Az aranytó - Kristy McNichol – Csak ha nevetek - Maureen Stapleton – Vörösök - Mary Steenburgen – Ragtime                                  |
| Egyéb | |
| Legjobb rendező | Legjobb forgatókönyv |
| - Warren Beatty – Vörösök - Miloš Forman – Ragtime - Sidney Lumet – A város hercege - Louis Malle – Atlantic City - Mark Rydell – Az aranytó - Steven Spielberg – Az elveszett frigyláda fosztogatói          | - Ernest Thompson – Az aranytó - Kurt Luedtke – A szenzáció áldozata - Alan Alda – A négy évszak - Harold Pinter – A francia hadnagy szeretője - Warren Beatty, Trevor Griffiths – Vörösök |
| Legjobb eredeti filmbetétdal | Legjobb idegen nyelvű film |
| - „Arthur's Theme (Best That You Can Do)” – Arthur - „It's Wrong For Me to Love You” – Butterfly - „Endless Love” – Végtelen szerelem - „For Your Eyes Only” – Szigorúan bizalmas - „One More Hour” – Ragtime | - Tűzszekerek – Egyesült Királyság - Atlantic City – Kanada/Franciaország - A tengeralattjáró (Das Boot) – Nyugat-Németország - Gallipoli – Ausztrália - Pixote – Brazília                 |

## Televíziós díjak
A nyertesek félkövérrel jelölve.
| Legjobb televíziós sorozatok | Legjobb televíziós sorozatok |
| Filmdráma | Vígjáték vagy zenés film |
| --- | --- |
| - Zsarublues - Dallas - Dinasztia - Hart to Hart - Lou Grant | - MASH - Barbara Mandrell and the Mandrell Sisters - Szerelemhajó - Private Benjamin - Taxi |
| Minisorozat vagy tévéfilm | |
| - Bill - Édentől keletre - Masada - A Long Way Home - Murder in Texas | |
| Legjobb alakítás televíziós sorozatban (filmdráma) | |
| Színész | Színésznő |
| - Daniel J. Travanti – Zsarublues - Edward Asner – Lou Grant - John Forsythe – Dinasztia - Larry Hagman – Dallas - Tom Selleck – Magnum                                                                                   | - Linda Evans – Dinasztia - Barbara Bel Geddes – Dallas - Joan Collins – Dinasztia - Linda Gray – Dallas - Morgan Fairchild – Flamingo Road - Stefanie Powers – Hart to Hart                                              |
| Legjobb alakítás televíziós sorozatban (vígjáték vagy zenés film) | |
| Színész | Színésznő |
| - Alan Alda – MASH - James Garner – Bret Maverick - Judd Hirsch – Taxi - Gavin MacLeod – Szerelemhajó - Tony Randall – Love, Sidney                                                                                       | - Eileen Brennan – Private Benjamin - Loni Anderson – WKRP in Cincinnati - Bonnie Franklin – One Day at a Time - Barbara Mandrell – Barbara Mandrell and the Mandrell Sisters - Loretta Swit – MASH                       |
| Legjobb alakítás minisorozatban vagy tévéfilmben | |
| Színész | Színésznő |
| - Mickey Rooney – Bill - Dirk Bogarde – Patricia Neal története - Timothy Hutton – A Long Way Home - Danny Kaye – A túlélő - Peter O’Toole – Masada - Ray Sharkey – Bill Carney megpróbáltatásai - Peter Strauss – Masada | - Jane Seymour – Édentől keletre - Ellen Burstyn – The People vs. Jean Harris - Glenda Jackson – Patricia Neal története - Jaclyn Smith – Jacwueline Bouvier Kennedy - Joanne Woodward – Válság a központi középiskolában |
| Legjobb mellékszereplő televíziós sorozatban, minisorozatban vagy tévéfilmben | |
| Mellékszereplő színész | Mellékszereplő színésznő |
| - John Hillerman – Magnum - Danny DeVito – Taxi - Pat Harrington Jr. – One Day at a Time - Vic Tayback – Alice - Hervé Villechaize – Fantasy Island                                                                       | - Valerie Bertinelli – One Day at a Time - Danielle Brisebois – Archie Bunker's Palace - Beth Howland – Alice - Marilu Henner – Taxi - Lauren Tewes – Szerelemhajó                                                        |

## Különdíjak

### Cecil B. DeMille-életműdíj
A Cecil B. DeMille-életműdíjat Sidney Poitier vehette át.

### Miss/Mr.Golden Globe
- Laura Dern[3]

## Fordítás
Ez a szócikk részben vagy egészben  a(z)   39th Golden Globe Awards című angol Wikipédia-szócikk fordításán alapul.  Az eredeti cikk szerkesztőit annak laptörténete sorolja fel. Ez a jelzés csupán a megfogalmazás eredetét és a szerzői jogokat jelzi, nem szolgál a cikkben szereplő információk forrásmegjelöléseként.